# Угрешский ручей
Угре́шский руче́й — малая река в районе Печатники Юго-Восточного административного округа Москвы, правый приток Нищенки. Водоток проходит в подземном коллекторе. Своё название река получила от Угрешской улицы и одноимённых проездов.
Длина ручья составляет два-три километра. Исток расположен возле Угрешской улицы, у пересечения Третьего транспортного кольца и Волгоградского проспекта. Река протекает вдоль проспекта на юго-восток и впадает в Нищенку у станции метро «Текстильщики».